# كولن تورنر
كولن تورنر (بالإنجليزية: Colin Turner)‏ هو سياسي بريطاني (وحمل سابقاً جنسية المملكة المتحدة لبريطانيا العظمى وأيرلندا)، ولد في 4 يناير 1922، وتوفي في 21 مارس 2014 في المملكة المتحدة. حزبياً، نشط في حزب المحافظين. في الانتخابات العامة في المملكة المتحدة 1959 ‏، انتخب عضو البرلمان الثاني والأربعون للمملكة المتحدة ‏ عن دائرة Woolwich West (UK Parliament constituency) ‏ (8 أكتوبر 1959 – 25 سبتمبر 1964).